# Destilirana voda
Destilirana voda (latinsko aqua destillata) tudi prekapana voda je voda brez ionov, elementov v sledovih in nečistot, ki so prisotne v vodovodni vodi. V farmaciji, medicini, biologiji in kemiji se pogosto uporablja kot topilo. 
Pridobivajo jo iz vodovodne vode s postopkom destilacije; voda se najprej upari, nato pa zopet utekočini. Destilirana voda lahko vsebuje manjše količine lahko hlapnih nečistot.

## Pridobivanje
Destilacija na konvencionalni način je zaradi velikih energetskih porab precej drag postopek. Z uporabo obnovljive energije, kot je na primer sončna energija, so stroški veliko nižji. V vsakdanji uporabi se pogosto uporablja demineralizirana voda, ki ni tako temeljito očiščena. Slednja se pridobiva s pomočjo ionskih izmenjevalcev. Za pridobivanje prečiščene vode se uporablja tudi postopek reverzna osmoza, ki daje vodi podobne kakovosti kot destilacija.

## Učinek na telo
Tudi dolgoročno uživanje destilirane vode nima škodljivih posledic za telo, saj se popita voda v želodcu hipoma pomeša z želodčnim sokom. Ko pride v stik s celicami organizma, torej nima več osmotskega učinka nanje. Koža in sluznica, ki prideta v stik z destilirano vodo, sta odporni na osmotski učinek.
Edino nevarnost za telo predstavlja destilirana voda, če pride neposredno v krvni obtok (npr. z infuzijo). V tem primeru krvne celice počijo (pride do hemolize) zaradi hipotoničnosti destilirane vode; manjši osmotski tlak destilirane vode povzroči vdiranje vode v celice do te mere, da celične membrane počijo.